# Enkhjargal Dandarvaanchig

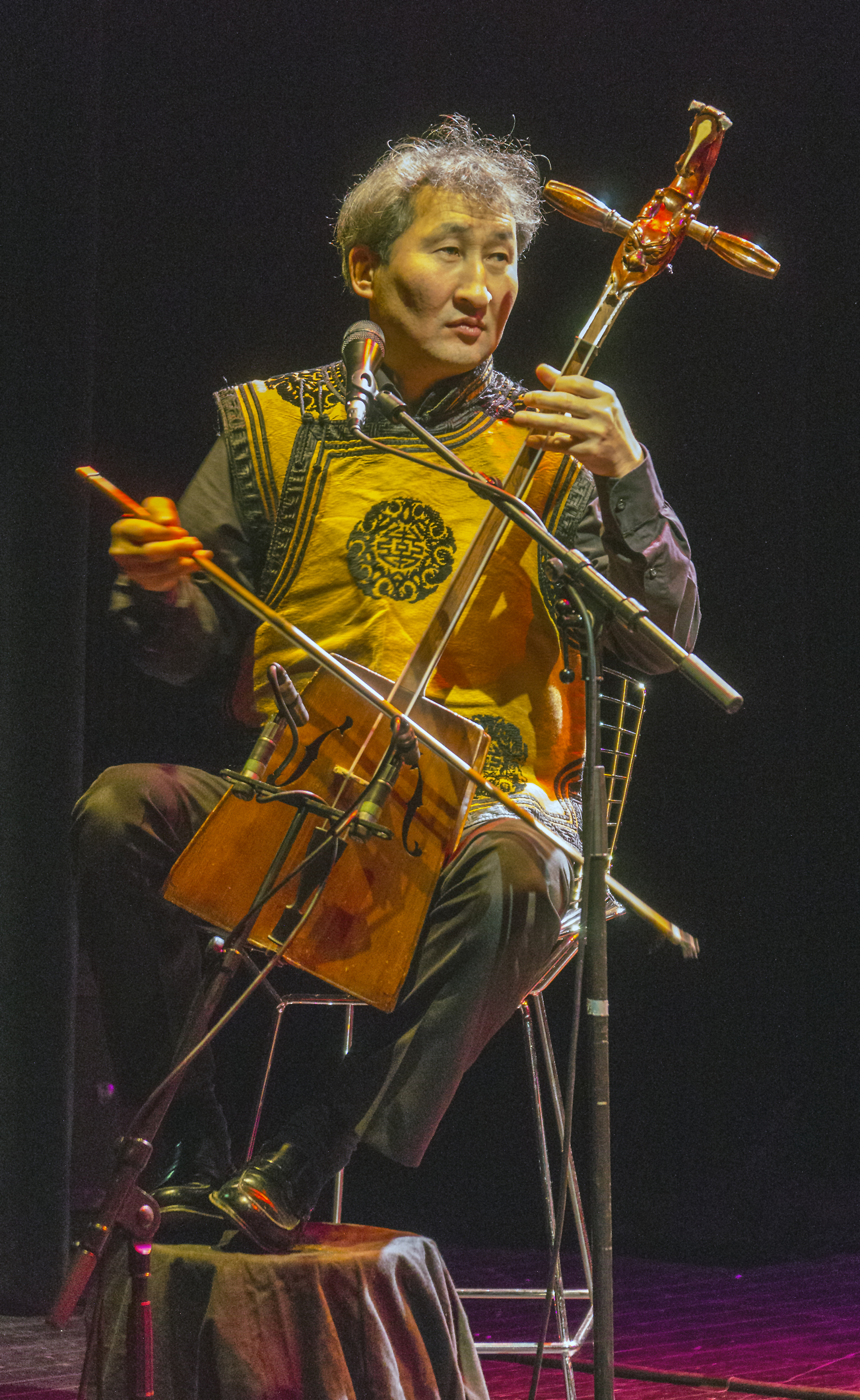
Enkhjargal Dandarvaanchig mit Violons Barbares in Luxemburg

Enkhjargal Dandarvaanchig (mongolisch Дандарваанчигийн Энхжаргал, Dandarvaantschigiin Enchjargal; * 1968 in Ulaanbaatar) ist ein mongolischer Musiker. Sein Künstlername ist EPI.

## Leben
Enkhjargal Dandarvaanchig wuchs in Altanbulag auf, einem kleinen Dorf nahe der russischen Grenze. Er studierte am Musik-Konservatorium in Ulaanbaatar (1990–1992). Sein Lehrer war Professor G. Jamjan, der bekannteste und beste Pferdekopfgeiger der Mongolei.
Schon während seiner Ausbildung spielte EPI mit seiner ersten Pferdekopfgeige Quintett im mongolischen Fernsehen und tourte mit verschiedenen Staatsensembles durch das ganze Land, um die mongolische Volksmusik zu pflegen.
1993 gelangte er zum ersten Mal mit der Gruppe „Altain Orgil“ nach Deutschland, wo er unter anderem auch Rüdiger Oppermann kennenlernte. Seitdem spielt er mit ihm nicht nur in Deutschland, sondern auch im europäischen Ausland und den USA zahlreiche Konzerte.
Neben dem Spiel der Pferdekopfgeige beherrscht und unterrichtet EPI den mongolischen Oberton- und Untertongesang.

## Diskographie
- 1995: Altain Orgil
- 1997: Karawane (Rüdiger Oppermann)
- 1997: Sanddorn (Rigolo Dance Theater)
- 1997: Stories for Friends (Joachim-Ernst Berendt)
- 1998: Fragile Balance (Rüdiger Oppermann)
- 1999: The art of harp 3 & 4 (Shamrock Records)
- 1999: Holzradchen Zeitreise (Emma Volker)
- 2000: Klang Welten 2000 (Rüdiger Oppermann)
- 2000: Mongolgathalatta (Rainer Granzin)
- 2001: Jazz Hop Rhythm (Peter Götzmann)
- 2001: Trance Siberia (Hulu Projekt)
- 2002: Hoirr Öngö (Enkhjargal Dandarvaanchig)
- 2004: A Journey in the steppe (Okna Tsahan Zam)
- 2004: Sam sam but different (Rüdiger Oppermann)
- 2004: Same sun same moon same water (Rüdiger Oppermann)
- 2006: Roots folk world music (Rudolstadt)
- 2006: Klang Welten live 6 CD with Book (Rüdiger Oppermann)
- 2007: A Handbook for Human Being (Nathalie Manser)
- 2007: Arguilly (Jerry Royas)
- 2007: Klang Welten 2007 (Rüdiger Oppermann)
- 2008: Beautiful Turns (Rüdiger Oppermann)
- 2008: Rhythm on Fire (Lex van Someren)
- 2008: Klang Welten 2008 (Rüdiger Oppermann)
- 2009:  You make me feel so young (25 Jahre Unikonzert) Bergische Uni Wuppertal
- 2009: Home (Yann Arthur Bertrand)
- 2009: Heilung das wunder in uns (Clemens Kuby)
- 2009: Zangina (Enkhjargal Dandarvaanchig)
- 2009: Zwieschen.spiel.fuer.die.seele (W.Abendschoene Akzente)
- 2010: Bulgarian & Mongolian Wild World Music (Violonsbarbares)
- 2010: First time in the World meet Sarangi, Erhu, Morin huur. World premiere! (Duplessy & the 3 Violins of the World)
- 2010: O Lama-Buddhist Prayers (Gabriela jaensch and friends)
- 2010: Guru Ram Das (Lex Van Someren)
- 2010: Traumreise für die Seele (Lex Van Someren)
- 2010: Klang Welten (Rüdiger Oppermann)
- 2011: Spirit of the Silk Road (Bruno Baumann)
- 2012: Namgar (Namgar)
- 2012: Mama Papa (L. V. Someren)
- 2013: BRASSENS, ECHOS D´AUJOURD´HUI (BRASSENS, ECHOS D´AUJOURD´HUI)
- 2013: SOUFFLES ET VOIX (HENRI TOURNIER)
- 2013: VOYAGE (Fabian Joosten)
- 2013: Enkhjargal & Chantal Instrumental (Chantal)[2]